# کنسرواتوار کی‌یف

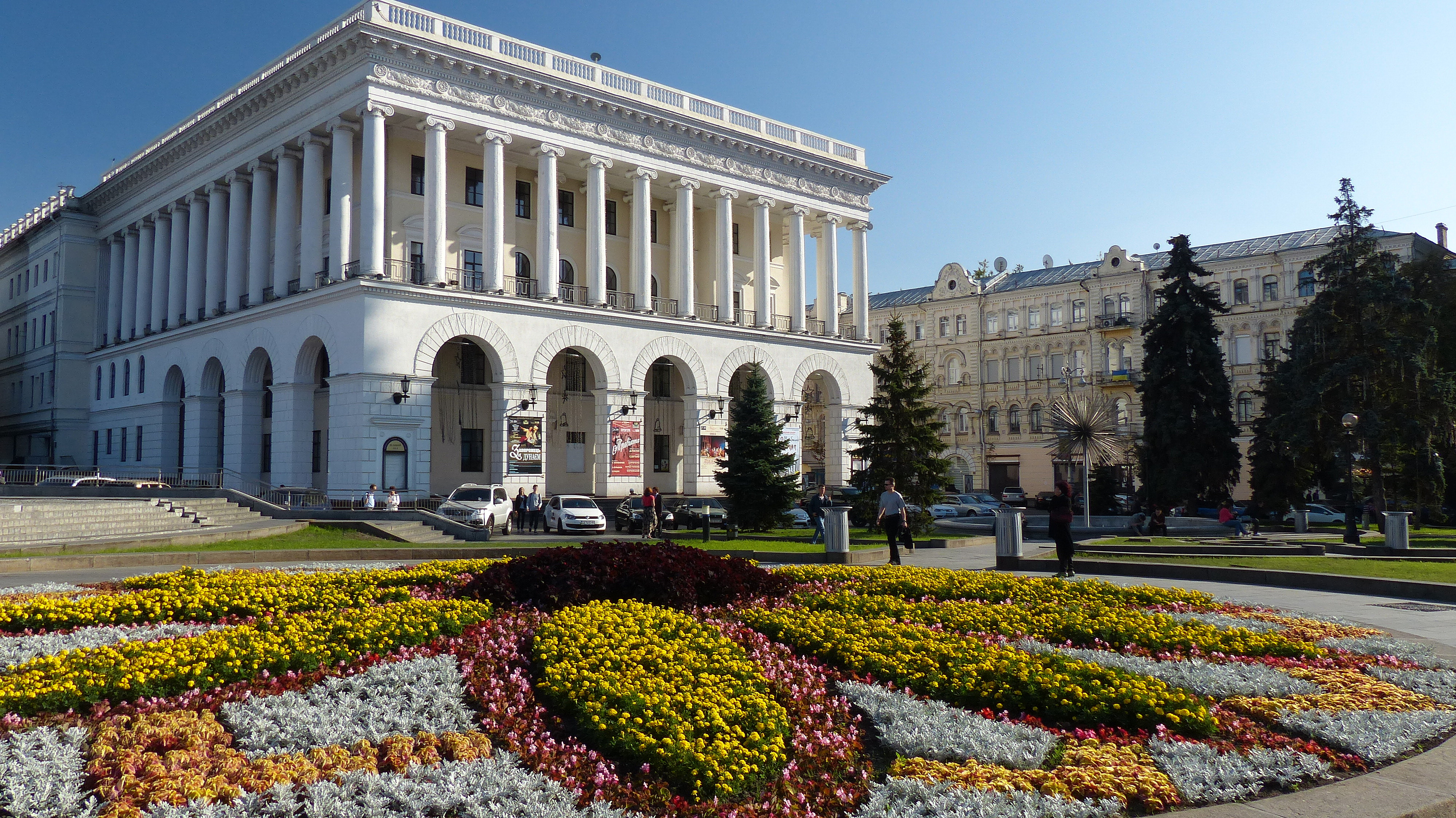
آکادمی ملی موسیقی اوکراین

آکادمی موسیقی ملی پیوتر چایکوفسکی اوکراین (به اوکراینی: Національна музична академія України імені Петра Чайковського) یا کنسرواتوار کی‌یف یک موسسۀ دولتی آموزش عالی اوکراینی موسیقی است. دوره‌های آن شامل تحصیلات تکمیلی می‌باشد. این آکادمی در شهر کی‌یف، پایتخت اوکراین واقع است. تاریخ تأسیس آن به سال ۱۸۶۳ میلادی می‌رسد.